# Institut supérieur de la communication, des affaires et du management
 (juin 2015).
Si vous disposez d'ouvrages ou d'articles de référence ou si vous connaissez des sites web de qualité traitant du thème abordé ici, merci de compléter l'article en donnant les références utiles à sa vérifiabilité et en les liant à la section « Notes et références ».
L’Institut Supérieur de la Communication, des Affaires et du Management est une école de commerce qui se situe à Antananarivo et qui propose aux étudiants et aux entreprises des formations axées vers le commerce international, le marketing, la communication, les ressources humaines, les finances, le management et le design.

## Historique
L’ISCAM fut le premier institut privé malgache spécialisé dans la Communication et le Management. À ses débuts, l’ISCAM a bénéficié de l’appui des entreprises malgaches spécialisées dans le commerce, le tourisme et l’industrie. Dans le début des années 90, un manque de cadres était ressenti, d’où la création de cet institut pour pallier ce problème et former ainsi de futurs cadres opérationnels dès le premier emploi.
Créé en 1990 sur le modèle des Instituts Universitaires de Technologie français, I.U.T, l’ISCAM comptait 4 filières :
- Le commerce international
- La technique de Commercialisation (l’actuelle filière Marketing Communication)
- Le Secrétariat Bureautique (qui est devenu la filière Management et Développement d'Entreprise)
- Le tourisme (aujourd’hui mis en veille).

La formation continue fut créée une année après la création de la formation initiale.
En 2006, l’ISCAM a intégré le système LMD et délivre désormais à ses étudiants des diplômes équivalents à ceux délivrés par les universités ou instituts supérieurs européens, dont l'IAE de Savoie avec qui il a mis en place son programme Master.
Depuis 2008, l’ISCAM a créé plusieurs partenariats avec des écoles et universités (IEP Toulouse, EM Grenoble, UQAM Canada, EM Normandie, École internationale de commerce et de développement 3A Lyon, ESCA de Casablanca, etc.) qui repose sur des programmes d’échange et sur la possibilité de poursuites d’études dans les écoles partenaires pour les étudiants de l’ISCAM.